# دلفتية تسوروهاتينية
دلفتية تسوروهاتينية (الاسم العلمي: Delftia tsuruhatensis) هي نوع من البكتيريا، سلبية الغرام، تتبع جنس الدلفتية.